# Antoine DesRochers
Antoine Desrochers, né le 3 février 1997, est un acteur de télévision et de cinéma québécois.

## Biographie
Né le 3 février 1997, Antoine Desrochers grandit à Montréal. Il est le fils d'Alain DesRochers, un réalisateur. Il fait ses études primaires à l'école de la Roselière à Chambly et à l'école secondaire Marcellin-Champagnat, à Saint-Jean-sur-Richelieu.

### Vie privée
Depuis le début de son secondaire, Antoine vit avec un trouble anxieux. Il parle ouvertement de son anxiété et apparaît dans la websérie documentaire Parfaitement imparfait pour en discuter avec un jeune vivant le même trouble. Son chien, Flynn, permet de l'aider contre son anxiété. Il souhaite briser les tabous, ,.
Il s'intéresse beaucoup à l'écologie et milite pour des causes qui lui tiennent à cœur. Il crée lui-même quelques objets comme des bijoux et des sacs avec des matériaux recyclés. Il est le cofondateur du centre écologique Alma Tierra. Depuis quelques années, il étudie la communication non violente de Marshall Rosenberg,.
De 2017 à 2021, Antoine habite en collocation avec son ami, Antoine Olivier Pilon,.
Il est en couple avec l'actrice Sabrina Bégin-Tejeda. Ils se sont rencontrés lors des auditions de L'Académie. Ils officialisent leurs relations en 2019,.

## Carrière
Il commence sa carrière d'acteur à l'âge de cinq ans et joue dans plusieurs séries télévisées comme Music Hall, Nos étés, La Galère et Tactik,. Il interprète Théo dans les films Nitro (2007) et Nitro Rush (2016).
De 2017 à 2020, il interprète Clément dans la série télévisée L'Académie.
De 2018 à 2019, il interprète le rôle de Maxime, un jeune homme qui se prostitue, dans la série télévisée L'Échappée. Antoine a expliqué qu'il aime interpréter des rôles complexes, comme ce personnage. Il interprète aussi le rôle de Toby dans la série télévisée Cerebrum.
En 2020, il joue dans le film La Déesse des mouches à feu. Son chien Flynn, y apparaît aussi.
Depuis 2022, il interprète le rôle de Francis Pilote dans la série quotidienne Stat. Son rôle fait réagir les téléspectateurs.

## Filmographie

### Cinéma
- 2007 : Nitro d'Alain DesRochers : Théo
- 2008 : Maman est chez le coiffeur de Léa Pool : Carl
- 2011 : Gerry d'Alain DesRochers : Denis Boulet à 15 ans
- 2013 : 1er Amour de Guillaume Sylvestre : Félix
- 2015 : Les Êtres chers d'Anne Émond : Antoine
- 2016 : Juste la fin du monde de Xavier Dolan : Pierre Jolicœur
- 2016 : Nitro Rush d'Alain DesRochers : Théo
- 2017 : Ailleurs de Samuel Matteau : Le Wolfe
- 2018 : À nous l’éternité de Paul Barbeau : Antoine Despins
- 2019 : Jeune Juliette d'Anne Émond : Liam
- 2019 : Antigone de Sophie Deraspe : Hémon
- 2020 : La Déesse des mouches à feu d'Anaïs Barbeau-Lavalette : Pascal
- 2020 : Flashwood de Jean-Carl Boucher : Hugo
- 2024 : Habiter la maison de Renée Beaulieu : Antoine

### Télévision
- 2002 - 2003 : Music Hall : Cohiba
- 2003 : 3X Rien - saison 2, épisode 11 (Jardin secret) : enfant qui frappe Alex
- 2004 - 2006 : Les Bougon, c'est aussi ça la vie! : petit tannant
- 2006 : Nos étés : Bernard Belzile (à 7 ans)
- 2006 : C.A. - saison 1, épisode 6 (Les superwomen) : enfant 7 ans
- 2007 - 2013 : La Galère : Camille Jutras
- 2009 - 2013 : Tactik : Henri Dumais
- 2010 : Musée Éden - 3 épisodes : camelot de 7 ans
- 2014 : Subito texto : Benjamin Laramée
- 2014 - 2015 : Nouvelle adresse : Jérémy
- 2016 : District 31 - saison 1 épisodes 53, 54, 55 et 56 (Cyberintimidation) : Dwayne Miller
- 2017 - 2020 : L'Académie : Clément Dupuis
- 2017 : Bad Blood - saison 1 épisode 5 (When You Got Nothin'... ) : Bryan
- 2018 - 2019 : L'Échappée - saisons 3 et 4 : Maxime Lortie
- 2019 : Cerebrum : Toby Robichaud
- 2020 : Nomades : Jacob
- 2020 : FLQ : La Traque : Bernard Lortie
- 2021 : Doute raisonnable : Francis Bishop
- 2022 - 2024 : Stat : Francis Pilote
- 2022 - : Sans rendez-vous : Marco
- 2024 : Société distincte : Noah
- 2025 : La recette du bonheur : Jérémie

## Doublage

### Films d'animation
- 2023 : La Légende du papillon : Patrick[17],[18]